# 経済産業省
経済産業省（けいざいさんぎょうしょう、英: Ministry of Economy, Trade and Industry、略称: METI）は、日本の行政機関のひとつ。経済および産業の発展ならびに鉱物資源およびエネルギー資源の供給に関する行政を所管する。日本語略称・通称は、経産省（けいさんしょう）。

## 概説
経済産業省設置法第3条の定める任務である「民間の経済活力の向上及び対外経済関係の円滑な発展を中心とする経済及び産業の発展並びに鉱物資源及びエネルギー資源の安定的かつ効率的な供給の確保を図ること」を達成するため、マクロ経済政策、産業政策、通商政策、貿易管理業務、産業技術政策、流通政策、エネルギー政策などを所管する。
1949年（昭和24年）5月25日から2001年（平成13年）1月5日まで通商産業省（つうしょうさんぎょうしょう、英: Ministry of International Trade and Industry、略称: MITI、日本語略称: 通産省〈つうさんしょう〉）が設置されていたが、2001年（平成13年）1月6日の中央省庁再編によって、通商産業省を改組及び改称する形で経済産業省が設置された。
かつて、前身の通産省は、日本経済ないし「日本株式会社」の総司令塔たる「経済参謀本部」として高度経済成長の牽引役とされた。米国をはじめ諸外国においても「Notorious MITI」ないし「Mighty MITI」と呼ばれたように、その名は日本官僚の優秀さ（ないし脅威）の代名詞として広く知られていた。その持てる許認可及び行政指導をあまねく駆使し、政府系金融機関の割り当て融資（財政投融資）、予算手当て、補助金などを力の源泉として主に産業政策を掌った。それ以外にも、技術革新に応じた科学技術研究開発、貿易、特許、エネルギー政策、中小企業政策など幅広い権限を保持していたほか、日本銀行政策委員会に複数の委員を送り出すなど、事実上、金融政策にも関与していた。
しかし、日本の高度経済成長期が終わると、幅広い権限を保持する割りに、「現業官庁」など他省庁と比較して許認可行政・補助金行政ができないことから、否応なしに単発の政策アイディアが主なものとなった。毎年5・6月頃から様々な新政策のアドバルーンを打ち上げてくる。このため、財務省が財政政策、予算査定、税制を通して依然として広く政策決定に関与する「総合官庁」であるのに対して、経産省はほとんどの産業を所管する「行政のデパート」であるも「限定された総合官庁」であると評されている。
経産省（通産省）の中から選ばれた一部の中堅官僚は、諸外国の日本貿易振興機構を拠点とし、産業調査員としての各種調査事務に従事している。
経産省（通産省）は、自由な気風や業界との交流の多さも後押しし、実業界など経済界に人材を数多く輩出してきた。一方、通産省時代には「政治家を出せない役所」とも言われており、事実、戦前の商工省出身の者には岸信介や椎名悦三郎がいたものの、戦後の通産省出身の者としては林義郎が目立つくらいで、大蔵省や旧内務省系官庁など出身の者に比して見劣りがした。しかし、80年代頃から若手の通産官僚の政界入りが相次ぎ、現在の国会では党派を超えた一大勢力となっている。
また、大分県知事の平松守彦（在任1979年～2003年）以降、都道府県知事にも経産省（通産省）出身の者が次第に増え、旧内務省の流れを汲み、伝統的に多くの知事を輩出してきた総務省（自治省）に次ぐ勢力になっており、2020年7月には全国の都道府県知事のうち8名が経産省（通産省）出身だった。経産省（通産省）出身の都道府県知事が増えた理由について、経産省は「企業誘致に経産省時代に培った企業人脈が生きている。産業振興による税収増への期待もあるのだろう」と分析しているが、対する総務省からは「経産省は規制緩和で仕事が減り、知事志向が強まっているのでは」と皮肉る声も出ている。
近年、経産省の規制権限は縮小傾向にあり、地域経済振興に活躍の場を求めているという事情もある。また、経産省への移行後は、内閣府などとともにマクロ経済政策を担う官庁として重要な役割を果たすようになってきている。

## 沿革
前身の通商産業省は、1949年5月25日、商工省を改組して発足した。その際、旧商工省の外局であった貿易庁及び石炭庁は廃止され、新たに資源庁、工業技術庁及び特許庁の3つの外局が設けられた。1948年8月1日に旧商工省の外局として設置された中小企業庁は、引続き、通商産業省の外局となった。貿易庁は本省の内部部局に、石炭庁は資源庁に移行した。
本組織を考えたのは白洲次郎といわれる。発足当初の通商産業省には、吉田茂 - 白洲 - 牛場信彦らの「外交派」・「通商派」ラインとして、時に「永山天皇」と呼ばれた永山時雄初代官房長らがおり、主流である「産業派」・「統制派」には岸信介 - 椎名悦三郎 - 美濃部洋次 - 山本高行ラインとして、玉置敬三や平井富三郎、佐橋滋、今井善衛などが名を連ね、その他「商務派」には豊田雅孝らがいた。その後も、「資源派」・「国際派」と「国内派」との対立軸など、現在に至るまで省内における政策対立ないし派閥争いには事欠かないことでも知られている。
1952年に資源庁と工業技術庁が廃止され、外局は特許庁と中小企業庁の2つになった。
1972年に田中角栄が通商産業大臣から内閣総理大臣に就任した時、小長啓一から通商産業省出身者が内閣総理大臣秘書官を担当するようになった。これが前例となり、後の内閣も通商産業省から出向で内閣総理大臣秘書官を担当するようになり、首相への通商産業省の影響度が大きくなった。1973年に新たな外局・資源エネルギー庁を設置。
2001年1月の中央省庁再編に伴い、経済産業省に名称変更された。発足当初、経済産業省は「経済省」という略称を用いていたが、全く定着せず、マスコミなどからは経産省と略される。
2011年3月に福島第一原子力発電所事故が起きると、原子力安全・保安院を所管していたことから、事故の発生とその対応について責任を問われ、事務次官、資源エネルギー庁長官及び原子力安全保安院長に事実上の更迭がなされた。
2012年9月19日、原子力規制委員会設置法の施行により、原子力安全・保安院に関する事務が環境省に移管された。原子力安全・保安院（資源エネルギー庁）は廃止され、組織は原子力規制委員会（環境省）に移行した。また、旧保安院の産業保安系5課（保安課、ガス安全課、液化石油ガス保安課、電力安全課、鉱山保安課）は商務情報政策局の3組織（保安課、電力安全課、鉱山・火薬類監理官付）に、産業保安監督部は本省の地方支分部局に再編された。

## 所掌事務
上記の経済産業省設置法3条に示された任務を達成するため、同法4条は計60号にわたって所掌事務を規定する。具体的には以下などに関することがある。
- 経済構造改革の推進（1号）
- 経済財政諮問会議による企画及び立案への参画（2号）
- 産業構造の改善（3号）
- 企業間関係その他の産業組織の改善（4号）
- 市場における経済取引に係る準則の整備（5号）
- 工業所有権の保護及び利用（6号）
- 民間に技術開発に係る環境整備（7号）
- 業種に普遍的な産業政策（8号）
- 産業立地（9号）
- 工業用水道事業の助成及び監督（9号）
- 地域における商鉱工業一般の振興（11号）
- 通商に関する政策及び手続（12号）
- 通商に関する協定又は取決めの実施（13号）
- 通商経済上の国際協力（14号）
- 輸出入の増進（15号）
- 通商政策上の関税に関する事務（16号）
- 通商に伴う外国為替の管理（17号）
- 貿易保険（18号）
- 条約に基づいて日本国に駐留する外国軍隊、在留外国人に対する物資・役務の供給（19号）
- 通商一般（20号）
- 鉱工業の科学技術の進歩及び改良並びにこれらに関する事業（21～24号）
- 地質の調査（25号）
- 工業標準の整備及び普及（26号）
- 計量の標準の整備及び適正な計量の実施の確保（27号）
- 産業公害の防止（28号）
- 資源の有効利用（29号）
- 商鉱工業等（30・31号）
- 鉄鋼、非鉄金属、化学工業品、機械器具、鋳造品、鍛造品、繊維工業品、雑貨工業品、鉱物等の物資の輸出、輸入、生産、流通（32号）
- 工業塩の流通及び消費（33号）
- 化学肥料の輸出、輸入及び生産（34号）
- 鉄道車両、鉄道信号保安装置、自動車用代燃装置、軽車両、船舶、船舶用機関及び船舶用品の輸出及び輸入（35号）
- 化学物質の管理（36号）
- 自転車競走及び小型自動車競走の施行（37号）
- 宇宙開発に関する大規模技術開発（38号）
- デザインに関する指導及び奨励並びにその盗用の防止（39号）
- 物資の流通の効率化及び適正化（40号）
- 商品市場における取引及び商品投資の監督（41号）
- 通商に関する参考品等の収集及び展示紹介（42号）
- 一般消費者の利益の保護（43号）
- 火薬類の取締り、高圧ガスの保安、鉱山における保安（44号）
- 情報処理の促進（45号）
- 情報通信の高度化に関する事務のうち情報処理に係るもの（46号）
- 鉱物資源及びエネルギーに関する総合的な政策（47号）
- 省エネルギー及び新エネルギーに関する政策（48号）
- 石油、可燃性天然ガス、石炭、亜炭その他の鉱物等並びにこれらの製品の安定的かつ効率的な供給の確保（49号）
- 石油パイプライン事業（50号）
- 鉱害の賠償（51号）
- 電気、ガス及び熱の安定的かつ効率的な供給の確保（52号）
- 電源開発に関する基本的な政策の企画及び立案並びに推進（53号）
- エネルギーに関する原子力政策（54号）
- エネルギーとしての利用に関する原子力の技術開発（55号）
- 弁理士（56号）
- 中小企業の育成及び発展（57号）
- 所掌事務に係る国際協力に関すること（58号）
- 文教研修施設において、鉱山における保安に関する技術及び実務の教授並びに所掌事務に関する研修を行うこと（59号）
- その他法律[注釈 5]に基づき経済産業省に属させられた事務（60号）

## 組織
経済産業省の内部組織は一般的には、法律の経済産業省設置法、政令の経済産業省組織令及び省令の経済産業省組織規則が階層的に規定している。なお、他の省の外局の多くや経済産業省でも資源エネルギー庁や特許庁はそれぞれの省の設置法に規定されているが、中小企業庁は中小企業庁設置法という個別の法律に基づいている。

### 幹部
- 経済産業大臣（国家行政組織法第5条、法律2条2項）
- 経済産業副大臣（国家行政組織法16条）（2人）
- 経済産業大臣政務官（国家行政組織法17条）（2人）
- 経済産業大臣補佐官（国家行政組織法第17条の2）（1人、必置ではない）
- 経済産業事務次官（国家行政組織法18条）
- 経済産業審議官（法律5条1項）
- 経済産業大臣秘書官

### 内部部局
- 大臣官房（政令2条1項）
  - 総括審議官（政令12条1項）
  - 政策立案総括審議官
  - サイバーセキュリティ・情報化審議官
  - 技術総括・保安審議官
  - 審議官（19人）
  - 参事官（政令13条）（14人）
  - 秘書課（政令14条）
  - 総務課
  - 会計課
  - 業務改革課
  - 調査統計グループ
  - 福島復興推進グループ
  - 産業保安・安全グループ
    - 保安政策課
    - 電力安全課
    - 製品安全課
    - 化学物質管理課
    - 鉱山・火薬類監理官
- 経済産業政策局
  - 総務課（政令21条）
  - 調査課
  - 産業構造課
  - 産業組織課
  - 産業創造課
  - 産業資金課
  - 企業行動課
  - 産業人材課
  - 地域経済産業政策課
  - 地域産業基盤整備課
- 通商政策局
  - 総務課（政令35条1項）
  - 通商戦略課
  - 貿易振興課
  - 通商金融課
  - 米州課
  - 欧州課
  - 中東アフリカ課
  - アジア大洋州課
  - 北東アジア課
  - 国際経済部（政令2条2項）
    - 参事官（政令35条2項）
    - 経済連携課
- 貿易経済安全保障局
  - 総務課（政令45条1項）
  - 経済安全保障政策課
  - 貿易管理部（政令2条2項）
    - 貿易管理課（政令45条2項）
    - 貿易審査課
    - 安全保障貿易管理課
    - 安全保障貿易審査課
- イノベーション・環境局
  - 総務課（政令55条）
  - イノベーション政策課
  - イノベーション創出新事業推進課
  - 研究開発課
  - 基準認証政策課
  - 国際標準課
  - 国際電気標準課
  - 環境政策課
  - 脱炭素成長型経済構造移行投資促進課
  - 資源循環経済課
- 製造産業局
  - 総務課（政令66条）
  - 金属課
  - 鉱物課
  - 素材産業課
  - 生活製品課
  - 産業機械課
  - 自動車課
  - 航空機武器産業課
  - 宇宙産業課
- 商務情報政策局
  - 総務課（政令80条）
  - 情報経済課
  - サイバーセキュリティ課
  - 情報技術利用促進課
  - 情報産業課
  - 電池産業課
  - 商務・サービスグループ
    - 参事官（3人)
    - 消費・流通政策課
    - 商取引監督課
    - サービス政策課
    - 文化創造産業課
    - 生物化学産業課

### 審議会等
- 産業構造審議会（法律6条1項）
- 消費経済審議会
- 日本工業標準調査会（工業標準化法、法律6条2項）
- 計量行政審議会（計量法、法律6条2項）
- 中央鉱山保安協議会（鉱山保安法、法律6条2項）
- 輸出入取引審議会（政令98条）
- 国立研究開発法人審議会
- 化学物質審議会
- 電力・ガス取引監視等委員会（電気事業法66条の2）

### 施設等機関
- 経済産業研修所（政令101条）

### 地方支分部局
経済産業省の地方支分部局には以下の3区分がある。
- 経済産業局（法9条1項）（8）
  - 支局（法11条1項）（1）
  - 通商事務所（法11条1項）（2）
  - アルコール事務所（法11条1項）（2024年7月現在、設置されていない）
  - 石炭事務所（法11条1項）（2024年7月現在、設置されていない）
- 産業保安監督部（法9条1項）（5） 
  - 支部（法13条1項）（3）
  - 産業保安監督署（法13条1項）（2）
- 那覇産業保安監督事務所（法9条2項）

#### 経済産業局
- 北海道経済産業局（政令102条）（札幌市）
- 東北経済産業局（仙台市）
- 関東経済産業局（さいたま市）
- 中部経済産業局（名古屋市）
  - 電力ガス事業北陸支局（規則249条）（富山市）
- 近畿経済産業局（大阪市）
- 中国経済産業局（広島市）
- 四国経済産業局（高松市）
- 九州経済産業局（福岡市）

※甲信越地方及び静岡県は関東経済産業局管轄、福井県は近畿経済産業局管轄である（ただし長野県・静岡県及び福井県の一部業務は中部経済産業局、新潟県の一部業務は東北経済産業局のそれぞれ管轄（電力関係など））。
※九州経済産業局の管轄に沖縄県は含まれない（内閣府の地方支分部局である沖縄総合事務局経済産業部が担当する）。

#### 産業保安監督部等
産業保安監督部と那覇産業保安監督事務所を総称して産業保安監督部等という（法律12条見出し）。那覇産業保安監督事務所をのぞいてその庁舎は、経済産業局と同じ場所に位置する。管轄区域は経済産業局1つないし2つ分の管轄区域と同じである。
- 北海道産業保安監督部（政令103条の3）
- 関東東北産業保安監督部
  - 東北支部（規則254条の9）
- 中部近畿産業保安監督部
  - 近畿支部
- 中国四国産業保安監督部
  - 四国支部
- 九州産業保安監督部
- 那覇産業保安監督事務所（法律9条2項）（位置:那覇市）

### 外局
- 資源エネルギー庁（国家行政組織法3条2項、法律14条1項）
  - 長官官房（105条）
  - 省エネルギー・新エネルギー部
  - 資源・燃料部
  - 電力・ガス事業部
  - 総合資源エネルギー調査会（法律18条1項）
  - 調達価格等算定委員会（電気事業者による再生可能エネルギー電気の調達に関する特別措置法）
- 特許庁
  - 総務部（政令135条）
  - 審査業務部
  - 審査第一部
  - 審査第二部
  - 審査第三部
  - 審査第四部
  - 審判部
  - 工業所有権審議会（政令144条1項）
- 中小企業庁（国家行政組織法3条2項、中小企業庁設置法、法律14条2項）
  - 長官官房（政令147条）
  - 事業環境部
  - 経営支援部
  - 中小企業政策審議会（中小企業基本法、中小企業庁設置法）

## 所管法人
2024年4月1日現在、経済産業省が所管する独立行政法人は下記のとおりである。下記のうち、行政執行法人は製品評価技術基盤機構で、役職員は国家公務員の身分を有する。
- 経済産業省単独（2024年4月1日現在、計9法人）
  - 経済産業研究所
  - 工業所有権情報・研修館
  - 産業技術総合研究所
  - 製品評価技術基盤機構
  - 新エネルギー・産業技術総合開発機構
  - 日本貿易振興機構
  - 情報処理推進機構
  - エネルギー・金属鉱物資源機構
  - 中小企業基盤整備機構
- 他省庁と共管する独立行政法人
  - 水資源機構（農林水産省及び国土交通省と共管）

経済産業省が所管する特殊法人は、2024年4月1日現在、次の3法人である。すべて株式会社の形態で設立された特殊会社である。
- 日本アルコール産業
- 日本貿易保険
- 商工組合中央金庫

経済産業省が所管する特別の法律により設立される民間法人は、、次の9法人である。
- 日本商工会議所
- 全国商工会連合会
- 日本弁理士会
- 全国中小企業団体中央会
- 東京中小企業投資育成
- 名古屋中小企業投資育成
- 大阪中小企業投資育成
- 高圧ガス保安協会
- 日本電気計器検定所

特別の法律により設立される法人。
- 単独所管（2法人）
  - 全国石油商業組合連合会
  - 原子力発電環境整備機構
- 他省庁との共管
  - 日本商品先物取引協会（農林水産省と共管）

認可法人。
- 株式会社産業革新投資機構
- 海外需要開拓支援機構
- 電力広域的運営推進機関
- 地域経済活性化支援機構
- 原子力損害賠償・廃炉等支援機構（内閣府及び文部科学省と共管）
- 株式会社東日本大震災事業者再生支援機構
- 使用済燃料再処理・廃炉推進機構

地方共同法人は所管しない。

## 財政
2024年度（令和5年度）一般会計当初予算における経済産業省所管歳出予算は8695億1155万4千円である。組織別の内訳は経済産業本省が2438億2759万4千円、経済産業局が148億1364万9千円、産業保安監督官署が27億2987万5千円、資源エネルギー庁が5202億7819万7千円、中小企業庁が878億6223万9千円となっている。特許庁は一般会計予算を所管せず、特許特別会計が経費を負担する。特許特別会計歳出予算は1521億1525万2千円であり、わずかな一般会計からの繰り入れ（5444万2千円）と前年度剰余金（788億3645万8千円）を除く主要な歳入は特許料等収入（1537億5845万円）である。
共通費を除いた主な予算項目（100億円以上）としては、本省所管では「国立研究開発法人産業技術総合研究所運営費」が650億66万1千円、「情報処理・サービス・製造産業振興費」327億1491万2千円、「独立行政法人日本貿易振興機構運営費」が262億2039万2千円、「国立研究開発法人新エネルギー・産業技術総合開発機構運営費」が125億5620万4千円、「対外経済政策推進費」が159億9337万8千円、「独立行政法人情報処理推進機構運営費」が159億4187万4千円である。資源エネルギー庁では「石油石炭税財源燃料安定供給対策及エネルギー需給構造高度化対策費エネルギー対策特別会計への繰入」に3493億0179万3千円、「電源開発促進税財源電源立地対策及電源利用対策費エネルギー対策特別会計への繰入」が1622億20万7千円となっている。中小企業庁では「中小企業政策推進費」に638億7624万1千円、「独立行政法人中小企業基盤整備機構運営費」に220億1000万円がある。
歳入予算は3386億8203万円である。特有の歳入科目としては「特定アルコール譲渡者納付金」の100億7012万円、「独立行政法人中小企業基盤整備機構納付金」の3240億5252万円がある。
経済産業省は、特許特別会計を所管し、内閣府・文部科学省及び環境省と、エネルギー対策特別会計を共管する。また国会・裁判所・会計検査院・内閣・内閣府・デジタル庁・復興庁・総務省・法務省・外務省・財務省・文部科学省・厚生労働省・農林水産省・経済産業省・国土交通省・環境省及び防衛省所管の東日本大震災復興特別会計を共管する。以前所管していた貿易再保険特別会計は、貿易保険制度の改正に伴い2016年度限りで廃止された。

## 職員
一般職の在職者数は2023年7月1日現在、経済産業省全体で7,629人（男性5,521人、女性2,108人）である。うち本省が4,365人（男性3,000人、女性1,365人）、資源エネルギー庁が424人（男性338人、女性86人）、特許庁が2,656人（男性2,022人、女性634人）、中小企業庁184人（男性161人、女性23人）となっている。
行政機関職員定員令に定められた経済産業省の定員は特別職1人を含めて8,080。本省および各外局別の定員は省令の経済産業省定員規則が、本省4,650人、資源エネルギー庁が429人、特許庁が2,800人、中小企業庁201人と規定されている。
2024年度一般会計予算における予算定員は特別職7人、一般職5,211人の計5,218人である。一般会計予算定員の機関別内訳は、本省2,618人、経済産業局1,698人、産業保安監督官署320人、資源エネルギー庁381人、中小企業庁201人である。
ほかに、特別会計の予算定員は、特許特別会計が2,820人（経済産業局20人、特許庁2,800人）、エネルギー対策特別会計（経済産業省所管分）が48人（すべて資源エネルギー庁）となっている。
職員の競争試験による採用は人事院の実施する国家公務員採用総合職試験（院卒者試験）、総合職試験（大卒程度試験）、一般職試験（大卒程度試験）、一般職試験（高卒者試験）及び一般職試験（社会人試験（係員級））などの合格者から行われる。
経済産業省職員のうち、一般職の給与は一般職の職員の給与に関する法律（一般職給与法）によって規律される。俸給表は基本的に行政職俸給表、専門行政職俸給表、専門スタッフ職俸給表、指定職俸給表が適用される。特許庁の職員の多くは専門行政職俸給表が適用され、2023年7月1日現在、2,183人が適用となっている。これは全省庁の一般職全体の専門行政職俸給表適用職員8,136人の約26.8%を占め、国土交通省（本省）の3,995人に次ぐ多さであるとともに、特許庁全体の職員2,656人の約82.2%が専門行政職俸給表を適用されている。
経済産業省職員のうち一般職の国家公務員は、労働基本権のうち争議権と団体協約締結権は国家公務員法により認められていない。団結権は保障されており、職員は労働組合として国公法の規定する「職員団体」を結成し、若しくは結成せず、又はこれに加入し、若しくは加入しないことができる（国公法第108条の2第3項）。
2024年3月31日現在、人事院に登録された職員団体の数は単一体2、支部1となっている。組合員数は588人、組織率は9.2%となっている。組織率は13府省2院の平均である33.4%を24ポイント以上下回っている。
主な職員団体は全経済産業省労働組合（全経済）で、経済産業省内では本省、地方支分部局及び特許庁などに組織をおく。産別は国公労連（全労連系）に加盟している。
電力業界を管轄しているため、電力会社・原子力関連企業は早期退職した経済産業省の幹部職員の主要な再就職先の一つであった。福島第一原子力発電所事故以降、この天下り慣行は資源エネルギー庁（旧・原子力安全・保安院）による原子力発電所の安全規制を形骸化させる背景として批判にさらされた（現在は環境省に事務を移管）。

## 統計
経済産業省の所管する統計調査のうち、経済産業省生産動態統計、ガス事業生産動態統計、石油製品需給動態統計、商業動態統計調査、経済産業省特定業種石油等消費統計、経済産業省企業活動基本統計及び鉱工業指数の7統計が総務大臣により基幹統計に指定されている。定期的に実施している所管統計の分野別一覧は以下の通りである。
- 全産業
  - 加工統計調査
    - 全産業活動指数
    - 全産業供給指数
- 企業活動
  - 基幹統計調査
    - 経済産業省企業活動基本調査
    - 経済センサス活動調査

  - 一般統計調査
    - 外資系企業動向調査
    - 海外事業活動基本調査
    - 海外現地法人四半期調査
    - 経済産業省企業金融調査（旧経済産業省設備投資調査）
    - 工場立地動向調査
    - 情報処理実態調査

  - 加工統計
    - 産業向け財・サービスの内外価格調査
- 中小企業
  - 一般統計調査
    - 中小企業実態基本調査

  - 加工統計
    - 規模別製造工業生産指数（中小企業製造工業生産指数）
    - 規模別輸出額・輸入額
    - 規模別国内企業物価指数 (規模別国内CGPI)
    - 倒産の状況
    - 信用保証協会の業務状況
    - 中小企業の企業数・事業所数
- 鉱工業
  - 基幹統計調査
    - 工業統計調査
    - 経済産業省生産動態統計調査

  - 一般統計調査
    - 製造工業生産予測調査
    - 鉄鋼需給動態統計調査
    - 鉄鋼生産内訳月報
    - 機能性化学品動向調査
    - 砕石等動態統計調査
    - 生コンクリート流通統計調査
    - 建設機械動向調査
    - 金属加工統計調査
    - 繊維流通統計調査
    - 本邦鉱業のすう勢調査

  - 加工調査
    - 鉱工業指数
    - 鉱工業出荷内訳表
    - 鉱工業総供給表
- 資源・エネルギー
  - 基幹統計調査
    - 経済産業省特定業種石油等消費統計
    - 石油製品需給動態統計調査
    - 埋蔵鉱量統計調査
    - ガス事業生産動態統計調査

  - 一般統計調査
    - エネルギー消費統計
    - 石油輸入調査
    - 石油設備調査
    - 灯油及びプロパンガス消費実態調査
    - 非鉄金属等需給動態統計調査
    - 貴金属流通統計調査
    - 非鉄金属海外鉱等受入調査

  - 加工統計
    - 総合エネルギー統計

  - 業務統計
    - 電力調査統計
    - 石油備蓄の現況
    - LPガス備蓄の現況
- 商業
  - 基幹統計調査
    - 商業統計
    - 商業動態統計調査
- サービス業
  - 一般統計調査
    - 特定サービス産業動態統計調査

  - 加工統計調査
    - 第3次産業活動指数
- 情報通信業
  - 一般統計調査
    - 情報通信業基本調査
- 環境・産業保安
  - 一般統計調査
    - 公害防止設備投資調査
    - 水質汚濁物質排出量総合調査
    - 容器包装利用・製造等実態調査

  - 業務統計
    - 電気保安統計
    - 鉱山保安統計月報
- 工業所有権
  - 一般統計調査
    - 知的財産活動調査

  - 業務統計
    - 特許行政年次報告書（統計・資料編）
- 産業連関表
  - 一般統計調査
    - 鉱工業投入調査
    - 商品流通調査
    - 資本財販売先調査

  - 加工統計
    - 延長産業連関表
    - 簡易延長産業連関表
    - 地域間産業連関表
    - 国際産業連関表

## 広報
経済産業省が毎年、執筆・編集する白書には「通商白書」、「製造基盤白書」（ものづくり白書）、「中小企業白書」および「エネルギー白書」がある。通商白書を除いて、法律に基づき政府が国会に提出する年次報告書から構成された法定白書である。具体的には、製造基盤白書は「政府がものづくり基盤技術の振興に関して講じた施策に関する報告書」（ものづくり基盤技術振興基本法8条）が、中小企業白書は「中小企業の動向及び政府が中小企業に関して講じた施策に関する報告」（中小企業基本法第11条1項）及び「中小企業の動向を考慮して講じようとする施策を明らかにした文書」（2項）、エネルギー白書は「エネルギーの需給に関して講じた施策の概況に関する報告」（エネルギー政策基本法11条）がそれぞれ収録される。特許庁は閣議案件外の『特許行政年次報告書』を公表している。
「不公正貿易報告書―WTO協定及び経済連携協定・投資協定から見た主要国の貿易政策」は、経済産業大臣の諮問機関である産業構造審議会に設置された通商・貿易分科会不公正貿易政策・措置小委員会によって取りまとめられた年次報告書であり、1992年以来、毎年公表されており2024年で33度目の公表となっている。WTO協定をはじめとする国際的に合意されたルールを基準として、主要国の貿易政策・措置の問題点を指摘し、撤廃や改善を促することを目的とする
定期刊行の広報誌としては、隔月刊で『METI Journal : 経済産業ジャーナル』が電子媒体により発行されている。編集発行の事務は大臣官房政策評価広報課が所掌する。継続前誌は月刊の『経済産業ジャーナル』で、経済産業調査会が発行所（大臣官房広報室が編集協力）であったが、2008年8月号をもって休刊し、2008年11月・12月号から現在のタイトル、刊行頻度及び発行主体に改められた。紙媒体での発行は2011年5月・6月号をもって終了し、ウェブサイトから電子ファイルを配信する形式に切り替えられた。
ウェブサイトのドメイン名は「www.meti.go.jp」。また、各経済産業局、産業保安監督部及び外局も独自のドメイン名をもつ。エネルギー庁は「www.enecho.meti.go.jp」、特許庁は「www.jpo.go.jp」、中小企業庁は「www.chusho.meti.go.jp」となっている。

## 経済産業省総合庁舎
- 本省庁舎は千代田区霞が関1丁目3番1号の「経済産業省総合庁舎本館」と「経済産業省総合庁舎別館」で、地下に連絡通路がある。本館の南側には日本郵政株式会社旧本社が、北東側には東京メトロ千代田線の霞ケ関駅が隣接し、桜田通りを挟んで西側に財務省庁舎がある。
- 大臣等幹部や大半の内部部局の執務スペースは本館に置かれ、別館には産業技術環境局と3つの外局と所管独法の経済産業研究所と産業技術総合研究所が入居している。
- 別館の方が古く1973年に竣工し、1984年に現在の本館が竣工するまで、通産省の本庁舎として使用された。敷地内のオープンスペースと緑地の確保のため、本館は中央合同庁舎第5号館に続く地上18階、地下3階の超高層庁舎として建設された。
- 省エネルギーの工夫の一つとして開口部を壁面より内側に後退させ、庇と同様に日射を軽減するデザインを採用している[32]。地下1階には厚生施設としてスターバックスコーヒー経済産業省店が2006年より営業していた。別館は1期工事として南側半分が1968年に完成、5年後の1973年に残り北側半分の2期工事が完成し竣工した。2008年には免震レトロフィット工法による耐震工事を実施し、防災拠点施設として必要な耐震性能を確保した。

## 経産省出身の著名人等
原則、政治家は除く。なお前身の商工省、軍需省、通産省時代を含む。
- 木戸幸一 - 内大臣 / 大東亜戦争（太平洋戦争）時の昭和天皇の最側近
- 植村甲午郎 - 経済団体連合会会長、企画院次長
- 岸信介 - 内閣総理大臣 / 「満州人脈」の代表格。安倍晋三・岸信夫の祖父
- 椎名悦三郎 - 自由民主党副総裁 / 「満州人脈」の一人で後の「椎名裁定」が知られている
- 美濃部洋次 - 日本評論新社社長 / 「満州人脈」の一人で革新官僚の代表格の一人
- 玉置敬三 - 東芝社長、会長
- 稲山嘉寛 - 経済団体連合会会長、新日本製鐵（現日本製鉄）初代社長
- 永山時雄 - 昭和シェル石油会長
- 平井富三郎 - 新日本製鐵（現日本製鉄）社長、日本サッカー協会会長
- 佐橋滋 - 余暇開発センター理事長 / 下記両角良彦らとの特振法案で知られる『官僚たちの夏』の主人公
- 今井善衛 - 日本石油化学社長 / 上記佐橋滋の同期ライバル
- 吉國一郎 - プロ野球コミッショナー、内閣法制局長官
- 山本重信 - トヨタ自動車副会長、日野自動車会長
- 両角良彦 - 電源開発総裁、ナポレオン研究家
- 赤澤璋一 - 富士通副会長、ジェトロ理事長
- 山下英明 - 三井物産副会長
- 天谷直弘 - 臨時教育審議会第一部長、電通総研所長
- 岸田文武 - 衆議院議員 / 岸田文雄の父
- 平松守彦 - 大分県知事、マグサイサイ賞受賞
- 内田元亨 - 技術コンサルタント、元通産省技官官僚
- 小長啓一 - AOCホールディングス会長、アラビア石油社長 / 『日本列島改造論』
- 並木信義 - 評論家、経済学者、亜細亜大学教授
- 黒田眞 - 三菱商事副社長 / 1987年日米貿易摩擦での日米半導体協定交渉にて「タフ・ネゴシエーター」の異名
- 石井威望 - 評論家、東京大学名誉教授。元通産省技官官僚
- 棚橋祐治 - 石油資源開発会長 / 畠山襄らと日米構造協議に関わった
- 堺屋太一 - 作家、経済企画庁長官（民間人閣僚）
- 内藤正久 - 伊藤忠商事副会長 / 「通産省4人組事件」と巷間言われた派閥争いで次官昇格前に退官
- 坂本春生 - 愛知万博事務総長、副会長 / 女性通産官僚の草分け（1962年組には文部省の遠山敦子がいる）。1964年入省の蒲よし子（夭折）に次ぎ川口順子は女性キャリア3人目の入省者。
- 黒田直樹 - 国際石油開発帝石会長 / 日米自動車交渉の最前線で関わった
- 一柳良雄 - コメンテーター、経営コンサルタント
- 八幡和郎 - 評論家、歴史作家、徳島文理大学教授
- 太田房江 - 参議院議員、タレント、大阪府知事（2000-2008年） / 女性初の知事
- 守谷治 - 日本アルコール販売取締役、日本合成アルコール・日伯エタノール社長 / 守谷慧の父
- 古賀茂明 - コメンテーター、元国家公務員制度改革推進本部事務局審議官
- 川本明 - 評論家、投資ファンド経営者
- 今井尚哉 - 安倍晋三内閣総理大臣首席秘書官・内閣総理大臣補佐官 / 上記今井善衛及び今井敬の甥
- 村上世彰 - 村上ファンド代表
- 岸博幸 - コメンテーター、タレント、内閣官房参与、慶應義塾大学大学院教授
- 中野剛志 - 評論家・経済評論家、京都大学大学院工学研究科准教授
- 朝比奈一郎 - 青山社中株式会社代表
- 石坂弘紀 - LDH社長
- 星島郁洋 - 高松ファイブアローズ社長兼GM

## 幹部職員
一般職の幹部は以下のとおりである。
- 事務次官：藤木俊光
- 経済産業審議官：松尾剛彦
- 大臣官房長：片岡宏一郎
  - 総括審議官：佐々木啓介
  - 政策立案総括審議官：茂木正
  - 技術総括・保安審議官：湯本啓市
  - 調査統計グループ長：竹田憲
  - 福島原子力事故処理調整総括官：藤本武士
  - 福島復興推進グループ長：辻本圭助
- 経済産業政策局長：畠山陽二郎
- 通商政策局長：荒井勝喜
  - 国際経済部長：藤原秀昭
- 貿易経済安全保障局長：成田達治
  - 貿易管理部長：猪狩克朗
- イノベーション・環境局長：菊川人吾
  - GXグループ長：伊藤禎則
- 製造産業局長：伊吹英明
- 商務情報政策局長：野原諭
  - 商務・サービスグループ長：南亮
- 電力・ガス取引監視等委員会事務局長：新川達也
- 資源エネルギー庁長官：村瀬佳史
  - 資源エネルギー庁次長：龍崎孝嗣
- 特許庁長官：小野洋太
  - 特許技監：安田太
- 中小企業庁長官：山下隆一
  - 中小企業庁次長：山本和徳

## 関連紛争や諸問題

### 貿易紛争・通商問題
- 日米繊維交渉 - 日米貿易摩擦 - 日米半導体協定 - ジャパンバッシング（東芝機械ココム違反事件等） - 日米構造協議（BTRON#通商問題等） - 日米貿易交渉（2018年-2019年） - 日本のTPP交渉及び諸議論（ISDS条項等） - 日米貿易協定（2020年） - インド太平洋経済枠組み（2021年10月）
- 東シナ海ガス田問題 - 中国によるレアアース対日禁輸措置 - RCEP - 中台分業体制（チャイワン）企業（フォックスコン、TSMC [注釈 8]）や華僑資本の販路干渉妨害等によるシャープなど日本企業買収等問題 - 一帯一路とアジアスーパーグリッド構想との関係性 [注釈 9]
- 北朝鮮に対する経済制裁（現在経済制裁を受けている国も参照） - 北朝鮮による瀬取り等制裁回避問題 - 日韓貿易紛争（フッ化水素の輸出管理）

### 産業政策に関わる問題
- 特定産業振興臨時措置法案
- YXX - YSX - MSJ（旧MRJ）
- Σプロジェクト
- 日本版中小企業技術革新研究プログラム（SBIR）については、中小企業庁#SBIR制度を参照。
  - 大学発ベンチャー1000社計画
- 産業革新投資機構 - エルピーダメモリ - ジャパンディスプレイ
- 国際原子力開発 - 東芝のウェスティングハウス買収に伴う巨額負債

### 福島第一原発事故における問題
原子力発電を推進する資源エネルギー庁と、規制する原子力安全・保安院とが同じ経済産業省内にあったことが、2011年3月11日に起きた福島第一原子力発電所事故の原因の一つと考えられた。そのため翌2012年、原子力安全・保安院は廃止され環境省外局の原子力規制委員会が設置された。

### プレミアムフライデー
2017年2月より実施された働き方改革と連携した個人消費喚起キャンペーン。委託事業として、博報堂がプレミアムフライデー推進協議会の事務局運営事業を受託している。
上記概要の項で既述のように、産業政策では10年毎に発行された「通商産業ビジョン」で見られる、その時代毎の先見性の高さから、今日の産業が通商産業省（現在の経済産業省）の行政指導の下で驚異的に発展していき、通産省の威光は計り知れないほど大きかった。
こうした官民一体となって日本の産業を支えてきた通産省の威光も、1980年代以降から徐徐に陰りを見せ始めた。経済産業省と改称後もその存在意義が問われる現代、直轄・委託等を問わず様々な事業の試みが為されている。古賀茂明は、そうした中身が無くても中身があるモノのように見せたり、立派に、面白そうに見せるために、電通など広告代理店が介在し、中身がないものを“お化粧”した事業の失敗例として、サービスデザイン推進協議会が受託した「おもてなし規格認証」、「クールジャパン」、そして「プレミアムフライデー」を挙げている。

### 委託事業に関わる問題
電通による丸投げ問題
コロナ禍（日本における2019年コロナウイルス感染症による社会・経済的影響）により、2020年持続化給付金事業を緊急支援的に実施するにあたり、経済産業省にはいくつかの選択肢があった。いずれも予算手当てをつけて行う直轄事業、独立行政法人による実施事業、地方自治体による実施事業、委託事業、そして補助金事業の5つである。このうち委託事業以外は、いずれも緊急支援的な同事業実施にあたり不適切で、なじまないものであった。さらに、コロナ禍により今後も過去最大級の景気対策が求められるため、委託事業の形によるとはいえ新規事業の創出をアピールしやすい状況があったという。
バブル崩壊後、「官から民へ」の旗印の下、中央省庁再編等一連の行政改革で、国家公務員数はこの20年で6割減の30万人に、また民主党政権の下、事業仕分けにより独立行政法人による受注が削られ多くの業務で民間委託が進んだ。国土交通省などの現業官庁のような政策実行の手足となる出先機関の乏しい経産省では民間との分業が必須になった。こうしたなかで電通が経産省などの公共事業・公共政策に関わる官公庁事業で売り上げを伸ばした。のみならず、経産省にとって切れない存在にまでなった足下を見る形で、環境共創イニシアチブはじめ諸トンネル法人を通し、2015年度からの6年間で再委託事業数72件、事務委託費計1585億円の89％に相当する再委託額1415億円もの多額の公金ないし税金が、実態の裏付けの乏しい事業で、あるいは実体の無い事業で電通とそのグループ会社に流れた。
当時の中小企業庁長官であった前田泰宏と、委託先のサービスデザイン推進協議会業務執行理事平川健司（前電通社員）との親密な関係が疑念を持たれて週刊文春で報じられたように、再委託ないし丸投げに関する制約がなく、経産省側に大きな裁量があったことと、経産省のルールが他省庁に比べて企業・団体側に有利になっていることが明らかとなった。つまり、事実上の丸投げやピンハネ（あるいは中抜き、中間搾取）などを招きやすい仕組みであり、裏返せば官製談合を疑われるコネや癒着の温床となりやすい構図であった。その際に担当者レベルから外部有識者に至るチェック機能が働いていなかった制度的要因が指摘されている。
2008年施行の公益法人制度改革により、内閣府の監督下にある公益社団法人に対して、一般社団法人に監督官庁はなく、情報公開の対象も法令上、社員と債権者に限られていることが制度的要因に挙げられている。これにより、実態を外部から把握できない「見えない政府」が現出し、憲法が定める財政民主主義の精神が骨抜きにされている点が指摘されている。この一般社団法人が担う国の予算執行の規模は、2015 - 2018年度の間、経済産業省が突出して高く、同省のそれが一般社団法人に依存していることが明らかとなっている。
主な委託事業等の例
- クールジャパンの事業実施主体等の流れ
  - 海外需要開拓支援機構 - 電通（AKB48も参照）
- 2019年新型コロナウイルス感染症（COVID-19）の流行に伴う中小企業庁による持続化給付金事業の委託、再委託等の流れ
  - サービスデザイン推進協議会 - 電通（前田泰宏#報道等を参照。キャッシュレス推進協議会、自由民主党 (日本)#問題も参照。）
- 同2019年新型コロナウイルス感染症（COVID-19）の流行に伴う中小企業庁による家賃支援給付金事業の受託をめぐる独占禁止法違反・下請法違反問題
  - 電通#家賃支援給付金事業の受託をめぐる問題を参照。
- 2022年、資源エネルギー庁による電気・ガス料金の高騰に対し、値引きで応じた小売業者などに補助金を支出する負担軽減事業を受託した博報堂とエネ庁とを巡る問題。
  - 博報堂#電気・ガス負担軽減補助金事業の中間搾取問題を参照。

### その他
- 通産省4人組事件
- 特許庁#関連紛争や諸問題
- 資源エネルギー庁#関連紛争や諸問題
- 産業技術総合研究所#不祥事・インシデント
- 新エネルギー・産業技術総合開発機構#関連プロジェクト等

### 不祥事など
- 経済産業省審議官インサイダー取引事件
- 2018年4月11日、経産省大臣官房情報システム厚生課係長が、偽造の健康保険証を示して携帯電話を購入し現金をだまし取ったとして、詐欺容疑で警視庁捜査2課に逮捕された。2016年9月下旬から同年12月中旬ごろにかけて、品川区内にある携帯電話販売店で、身分確認の際に偽造の健康保険証を提示し、携帯電話6台を詐取。携帯電話の購入契約に伴うキャッシュバック特典を利用することで、現金計約23万円をだまし取ったとしている[46]。
- 2019年5月8日、経産省製造産業局自動車課の課長補佐が国際的な協力の下に規制薬物に係る不正行為を助長する行為等の防止を図るための麻薬及び向精神薬取締法等の特例等に関する法律（麻薬特例法）違反（規制薬物としての所持）容疑で警視庁組織犯罪対策5課に逮捕された。後に覚醒剤取締法違反（密輸、使用）などで執行猶予判決が下された[47][48][49][注釈 12]。
- 2021年4月23日、経済産業省大臣官房総務課国会連絡室の係長が、第204回国会開会中の4月23日夕方、国会議事堂衆議院本館2階の女子トイレ個室内の女性を盗撮。警視庁麹町警察署が捜査し、当該男性職員は犯行を認め、衆議院は国会内通行証を持つ当該男性職員の院内への立ち入りを許諾しないとした[50][51][52]。同年8月19日、警視庁はこの職員を東京都迷惑防止条例違反容疑で書類送検した[52]。経済産業省はこの職員を停職9月の懲戒処分とした[53]。
- 2021年6月25日、2019年新型コロナウイルス感染症（COVID-19）の流行の影響で売り上げが減少した個人事業主らを対象とする、国の家賃支援給付金、約550万円を詐取したとして、経産省経済産業政策局産業資金課係長と同局産業組織課員の2人（ともにキャリア官僚）が詐欺容疑で警視庁捜査2課に逮捕された[54][55][56]。2名は、更に複数のペーパーカンパニーを駆使し、その他余罪や持続化給付金も詐取していた容疑が報じられている[注釈 13]。同年7月19日、捜査2課は新たに家賃支援給付金約600万円をだまし取った、詐欺の容疑で2人を再逮捕した[58]。同年12月21日、東京地方裁判所は元係長に懲役2年6カ月の実刑、元課員に懲役2年執行猶予4年を言い渡した[59]。
- 2017年2月（平成29年）、世耕経済産業省大臣の指示でセキュリティー強化の一環として、すべての執務室に鍵を掛け報道機関や訪問者が中に入れないようにする対応を続けている。経産省が“記者締め出し”　大臣代わっても継続
- 2011年、３・11原発事故半年後に経産省脇の空き地に脱原発を訴える市民団体によりテントが建った。通称「テント村」。2016年、最高裁は設置者へ「損害賠償」とテント強制撤去を決定し、８月にテントを強制撤去した。制裁金を含め市民団体側の支払額合計は約３８００万円に上る。[60]
- 経済産業省の「キャッシュレス・消費者還元事業補助金（ポイント還元事業）」、甘い見通しで業者「利益」に。消費税率引き上げに合わせ2019〜20年度に実施した消費者へのポイント還元事業で、補助金の一部が事業者に滞留して事実上の利益となっていたことが、会計検査院の調べで分かった。。滞留額は16億2600万円余で、国に返還させることができない制度設計になっていた。[61][62]
- 2020年6月、一般社団法人サービスデザイン推進協議会（サ協）の中抜き。経済産業省中小企業庁は４月３０日、７６９億円で持続化給付金の委託先として一般社団法人サービスデザイン推進協議会（サ協）を決定。新型コロナウイルスの影響で資金繰りに苦しむ中小企業などを政府が支援する「持続化給付金」の再委託問題[63]は、事業を国から受注した一般社団法人サービスデザイン推進協議会（サ協）による不透明な金の流れが発端となった。検査対象となったサ協担当の給付（2020年５月から９月の申請分）は約336万件。給付額は計約４兆３７００億円だった。サ協は事業を電通に丸投げするため委託費と再委託費の差額２０億円がサ協に流れ、野党から「中抜き」批判が上がる。「トンネル法人」との批判も上がるサ協を抜けると、現れるのが電通で、電通も再委託額の８６％に当たる６４５億円で、給付実務の全てを子会社５社に外注し、うち４社もまた外注を重ねる。特に、電通ライブは申請受け付け業務の９９・８％をパソナや大日本印刷などに発注（みずほ銀行、電通ワークス、パソナ等）。最大9次下請けまであり[64]。